# ふれあいバス (霧島市)

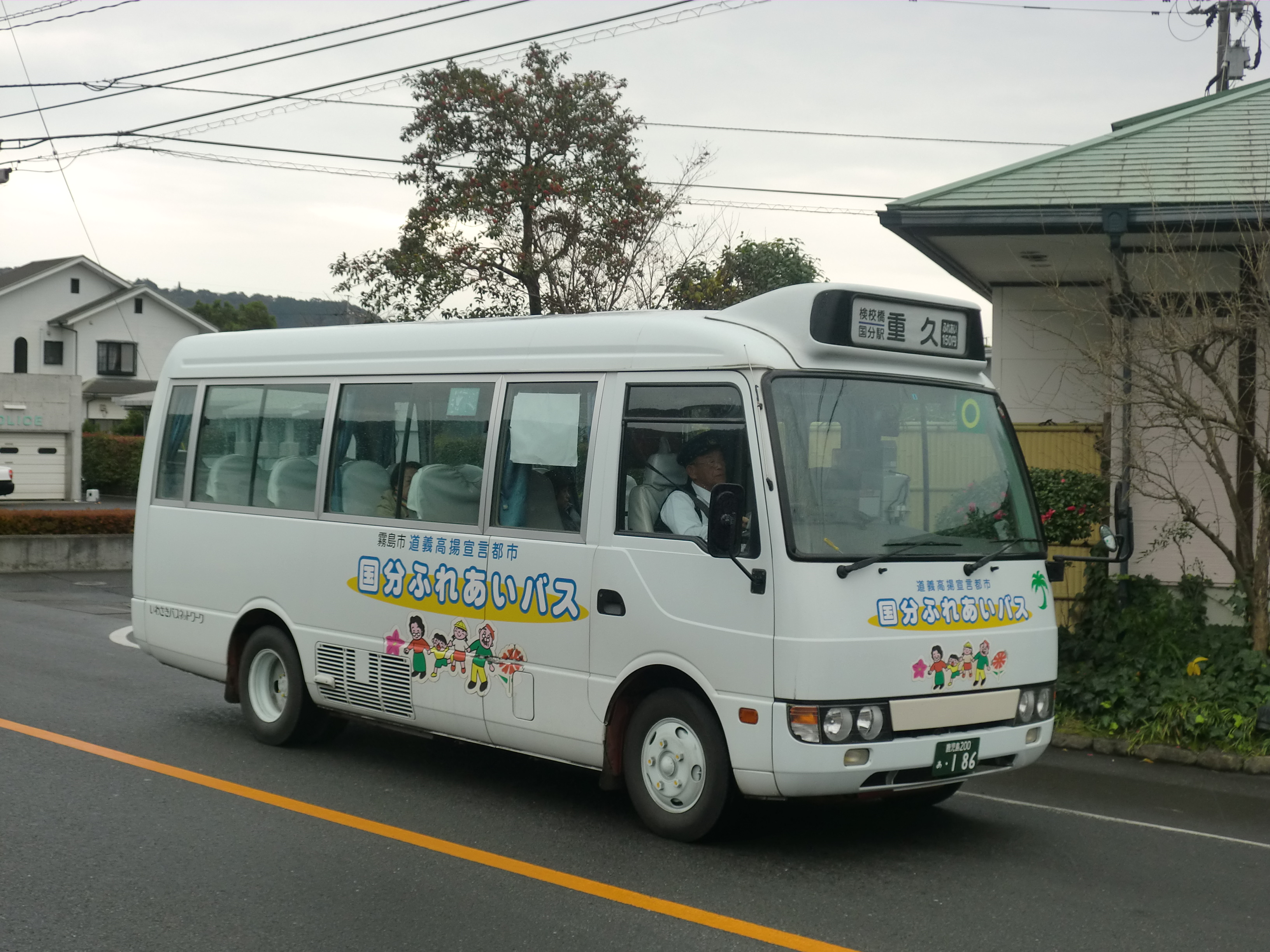
ふれあいバス（国分地域）

ふれあいバスは、鹿児島県霧島市が運行するコミュニティバスの名称である。霧島市の旧7市町の地区内でコミュニティバスを運行している。2001年11月から2003年3月まで旧国分市域で運行していた会員制巡回バス『シティウォーカー』についても後述する。

## 概説
国分地区、溝辺地区、横川地区、牧園地区、霧島地区、福山地区の6地区46路線からなる。北部エリア（横川・溝辺）は南国交通、南部エリア（福山）と中部エリア（国分・霧島・牧園）は鹿児島交通がそれぞれ担当を受け持っている。
なお、隼人地区は『隼人巡回バス』として霧島市の補助を受けて運行しているものの、他の地域とは異なり、鹿児島交通の一般路線として運行している。そのため運行形態や料金体系は一般路線に準拠しており、運用車両も一般路線と共通運用である。霧島地区で運行している『霧島連山トレッキングバス』も隼人地区とほぼ同じ条件で運行している。

## 沿革
- 2002年4月 隼人町巡回バス運行開始
- 2002年10月 横川ふれあいバス運行開始
- 2003年2月 霧島ふれあい循環バス運行開始
- 2003年9月 国分ふれあいバス運行開始
- 2005年10月 牧園あいあいバス運行開始
- 2005年11月 旧国分市と旧6町（隼人町、福山町、溝辺町、横川町、霧島町、牧園町）の新設合併に伴い、旧国分市、隼人町、霧島町、牧園町、横川町の各コミュニティバスを霧島市コミュニティバスとして引き継ぐ。
- 2008年4月 溝辺地区・福山地区での運行開始と同時に、名称もふれあいバスに統一された。

## 路線一覧

### 国分地区
路線
【特認通学路線/3路線】
- 木原小中学校線 - (月曜日 - 金曜日、1日1往復)
- 川原小学校線 - (月曜日 - 金曜日、1日1往復)
- 平山・塚脇小学校線 - (月曜日 - 金曜日、1日1往復)

【福祉バスを継承する路線/6路線】
- 木原線 - (火曜日・木曜日運行、1日2往復)
- 郡山線 - (水曜日・金曜日運行、1日2往復)
- 本戸線 - (火曜日・木曜日運行、1日2往復)
- 薄木線 - (水曜日・金曜日運行、1日2往復)
- 塚脇線 - (火曜日・木曜日運行、1日2往復)
- 上之段線 - (水曜日・金曜日運行、1日2往復)

運賃
中学生以上200円、小学生・身障者等100円、未就学児は無料（いわさきICカード・RapiCaともに利用可）
運休日
土曜日、日曜日、祝日の月曜日、振替休日の月曜日、年末年始（12月31日 - 翌年1月3日）
運行委託
鹿児島交通（旧いわさきバスネットワーク）

### 溝辺地区
路線
【平日便/4路線】
- 有川線（月曜日・木曜日運行、1日5便）
- 麓線（月曜日・木曜日運行、1日5便）

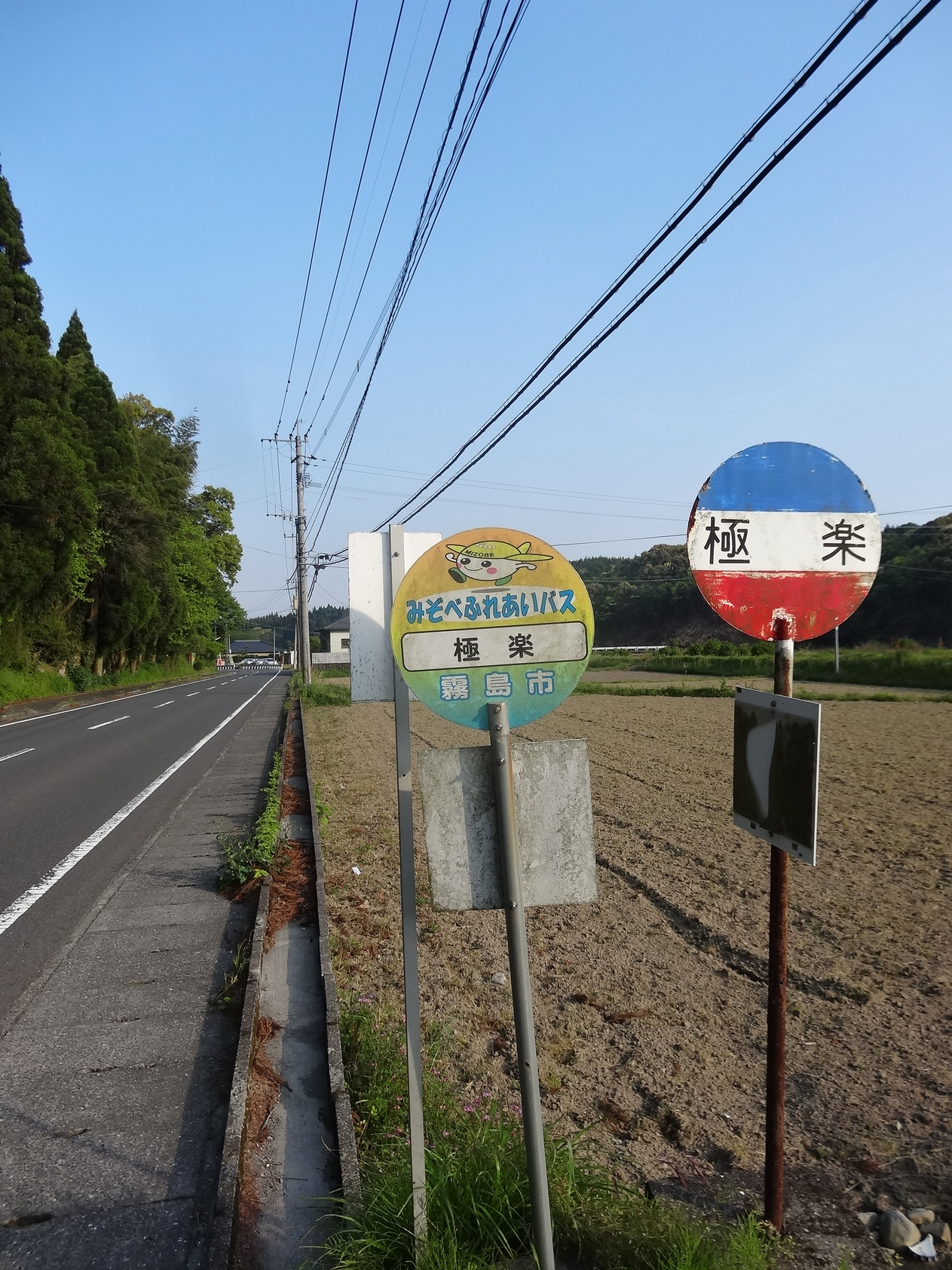
極楽バス停（左側が「みぞべふれあいバス」）

- 竹子・三縄線（水曜日・金曜日運行、1日5便）
- 空港・崎森線（水曜日・金曜日運行、1日5便）

【日曜便/4路線】
- 有川線（1日5便）
- 麓線（1日5便）
- 竹子・三縄線(1日5便）
- 空港・崎森線（1日5便）

運賃
中学生以上200円、小学生100円、未就学児は無料（RapiCa・いわさきICカードともに利用可）
運休日
火曜日、土曜日、年末年始（12月31日 - 翌年1月3日）
運行委託
南国交通

### 横川地区
路線
【スクール運行/2路線】
- 上ノ方面スクールバス - (月曜日 - 金曜日運行、1日2便)
- 下ノ方面スクールバス - (月曜日 - 金曜日運行、1日2便)

【ふれあいバス/7路線】
- 正牟田・高木・山ヶ野方面 - (月曜日・木曜日運行、1日3便)
- 野坂・床波・岡村方面 - (月曜日・木曜日運行、1日3便)
- 二牟礼・岩穴方面 - (火曜日・金曜日運行、1日3便)
- 下深川・馬渡・赤水・黒葛原方面 - (火曜日・金曜日運行、1日3便)
- 小脇方面 - (水曜日運行、1日3便)
- 山ノ口方面 - (水曜日運行、1日3便)
- 植村方面 - (水曜日運行、1日3便)

運賃
中学生以上200円、小学生100円、未就学児は無料（RapiCa・いわさきICカードともに利用可）
運休日
土曜日、日曜日、祝日、年末年始（12月31日 - 翌年1月3日）
運行委託
南国交通

### 牧園地区
路線
- 特認通学線(月 - 金曜日運行、1日1往復)
- 医師会医療センター線（月 - 金曜日運行、1日2往復）
- 丸尾線（月 - 金曜日運行、1日2往復）
- 中津川・川影線（月曜日・木曜日運行、1日3便）
- 高千穂線（火曜日・木曜日運行、1日3便）
- 持松線（水曜日・金曜日運行、1日3便）
- 万膳線（火曜日・金曜日運行、1日3便）
- 三体線（月曜日・水曜日運行、1日2便）
- 霧島・牧園線（月曜日 - 金曜日運行、1日3便）

運賃
中学生以上200円、小学生100円、未就学児は無料（いわさきICカード・RapiCaともに利用可）
運休日
土曜日、日曜日、祝日、年末年始（12月29日 - 翌年1月3日）
運行委託
鹿児島交通（旧いわさきバスネットワーク）

### 霧島地区
路線

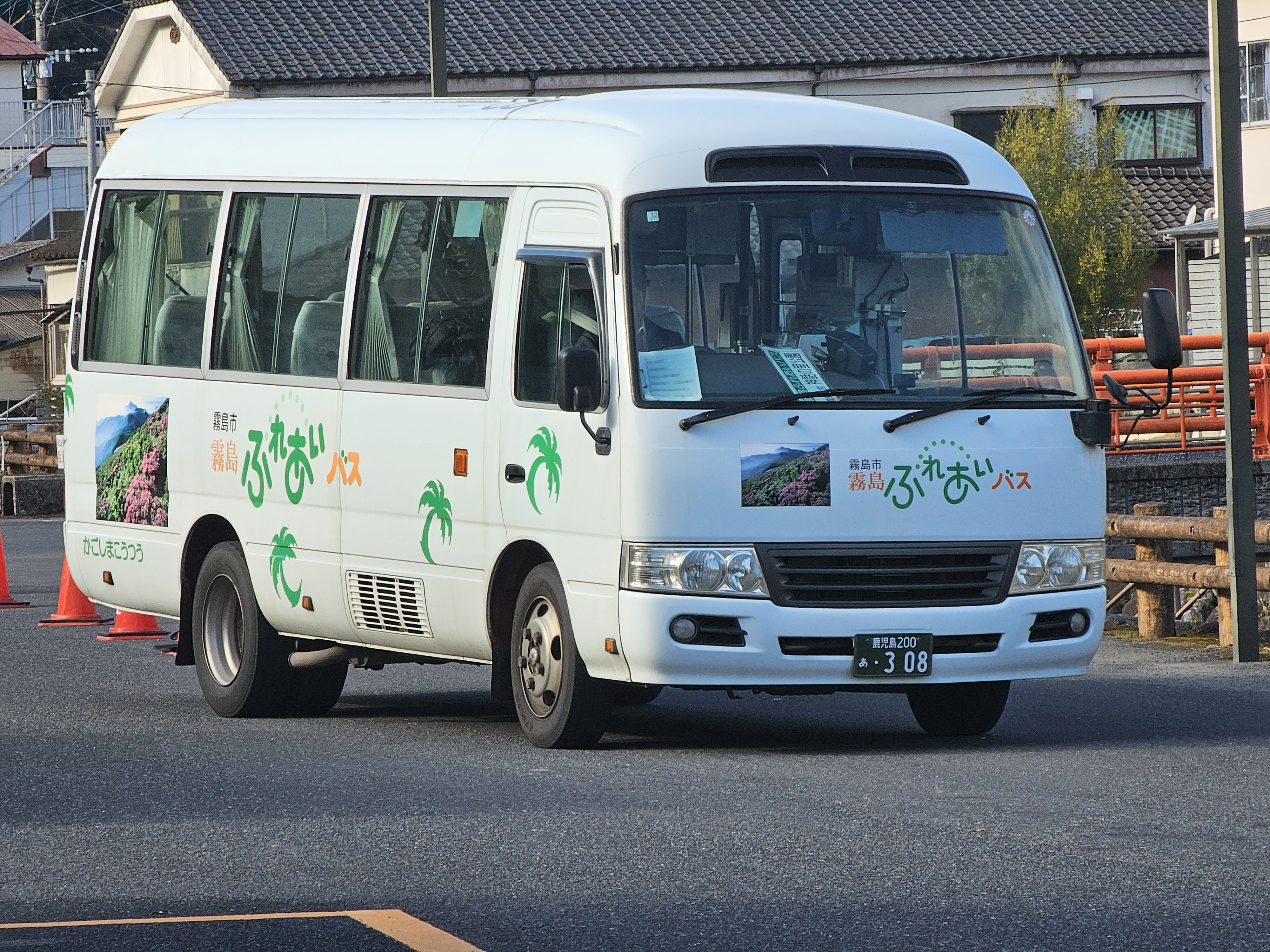
霧島ふれあいバス（2024年）

- 北永野田駅前 - 霧島神宮駅 - 保健福祉センター - 崩渡路線（月曜日・火曜日・木曜日1日4往復）
- 上春山 - 霧島神宮駅 - 保健福祉センター - 神話の里公園線（月曜日・水曜日・金曜日1日4往復）

運賃
中学生以上200円、小学生100円、未就学児は無料（いわさきICカード・RapiCaともに利用可）
運休日
土曜日、日曜日、年末年始（12月31日 - 1月3日）
運行委託
鹿児島交通（旧いわさきバスネットワーク）

### 福山地区
路線
【福山公民館起点の路線/5路線】
- 比曽木野線（月曜日・水曜日・木曜日運行、1日3便）
- 佳例川線（月曜日・水曜日運行、1日3便/木曜日運行、1日1便）
- 福沢線（火曜日・金曜日運行、1日3便）
- 福山線（木曜日運行、1日2便）
- 福地・池之谷線（火曜日・金曜日運行、1日3便）

【スクール路線/2路線】
- 福地・池之谷方面スクール線（月曜日 - 金曜日運行、1日3便）
- 福沢方面スクール線（月曜日 - 金曜日運行、1日3便）

【乗合バス対応路線/2路線】
- 比曽木野方面スクール線（月曜日 - 金曜日1日3便）
- 佳例川方面スクール線（月曜日 - 金曜日1日3便）

運賃
中学生以上200円、小学生100円、未就学児は無料（いわさきICカード・RapiCaともに利用可）
運休日
土曜日、日曜日、年末年始（12月31日 - 1月3日）
運行委託
鹿児島交通（旧・三州自動車）
乗合バス対応路線の2路線は、「霧島市乗合自動車運送事業」（後述）にて運行されている。

## 関連路線
前述の概略で記しているように隼人地区では市より補助受けているが運行形態や料金体系・車両運用が一般路線として運営している。経路等詳細についてはこちらをクリック.

### 隼人地区
路線
- 【隼人巡回バス】（通年運行）
- 【隼人国分循環線】（通年運行）
- 【重久 - 加治木線（野久美田経由）】（日曜日・祝日運休）
- 【中福良線】（中福良小学校休校日運休）
- 【妙見温泉バス】（通年運行）

運賃
- 通常の路線バスの運賃体系を採用（対キロ区間制）

運行委託
- 鹿児島交通（旧いわさきバスネットワーク）

### 霧島地区
路線
- 【霧島連山トレッキングバス】（土曜日・日曜日運行、ただし5月中は毎日運行）

運賃
- 通常の路線バスの運賃体系を採用（対キロ区間制）

運行委託
- 鹿児島交通（旧いわさきバスネットワーク）

## 霧島市乗合自動車運送事業（旧・福山町乗合自動車運送事業）

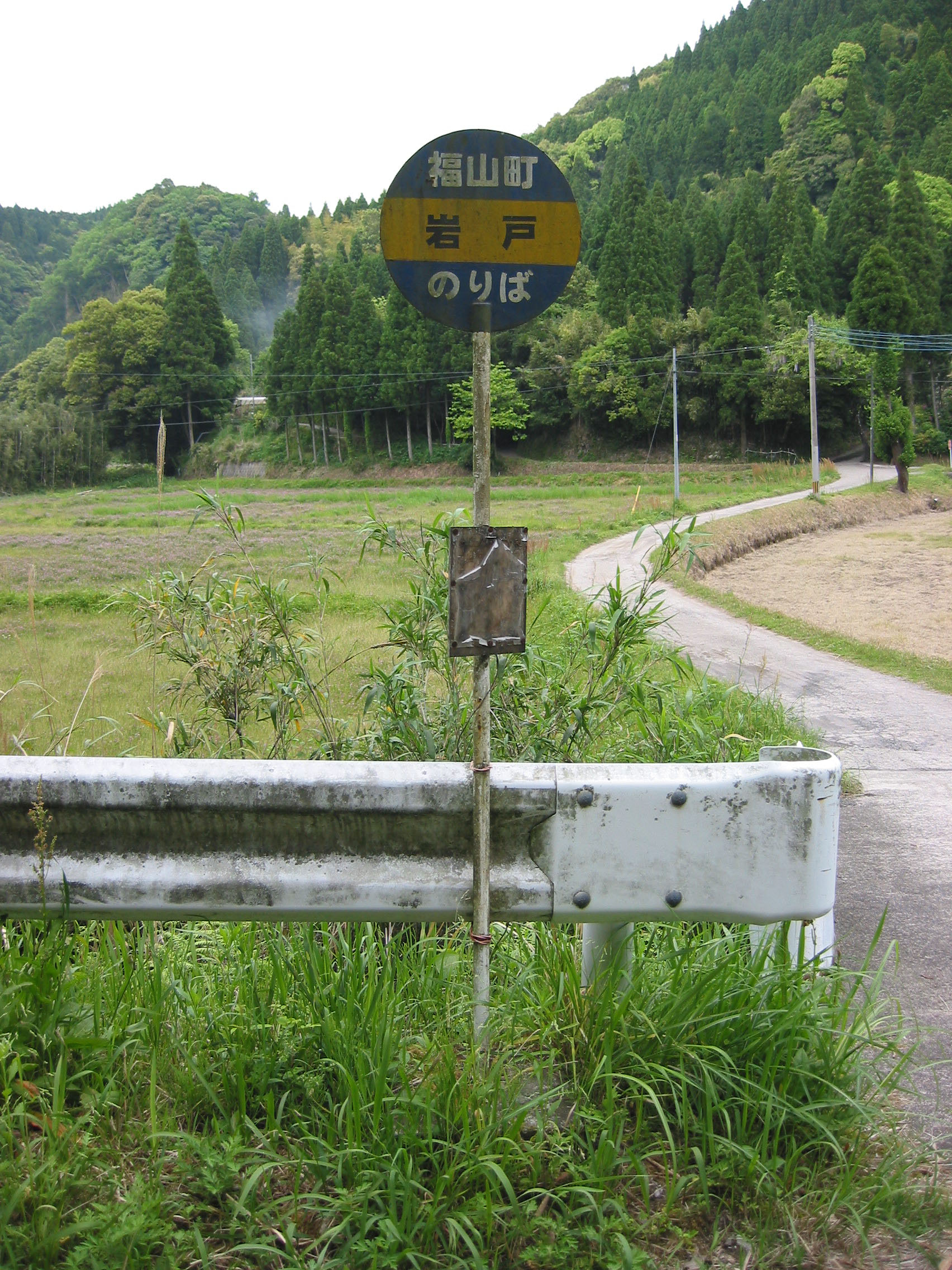
福山町当時のバス停

福山地区のうち、乗合バス対応の2路線は「霧島市乗合自動車運送事業」として、いわゆる80条バス（道路運送法の規定に基づく自家用自動車（白ナンバー車）による有償運送）として運行されている。

### 概要
鹿児島交通牧之原 - 比曽木野間が1984年9月末限りで廃止されたことに伴い、比曽木野地区の交通の便宜を図るため合併前の福山町により「福山町乗合自動車運送事業」として、1986年11月17日より運行開始した。霧島市に合併された後もそのまま「霧島市乗合自動車運送事業」として引き継がれ、現在に至っている。
運行開始当初より、牧之原小学校のスクールバスを使用したスクールバス混乗方式の80条バスとして運行されている。

### 路線
現在は比曽木野方面スクール、佳例川方面スクールの2路線だが、運行開始当初は以下の1路線のみだった。
岩戸・牧之原線
- 中央公民館前 - 西牧之原 - 内場 - 辰伴 - 野谷 - 和田 - 大屋敷 - 池之段 - 新村 - 岩戸

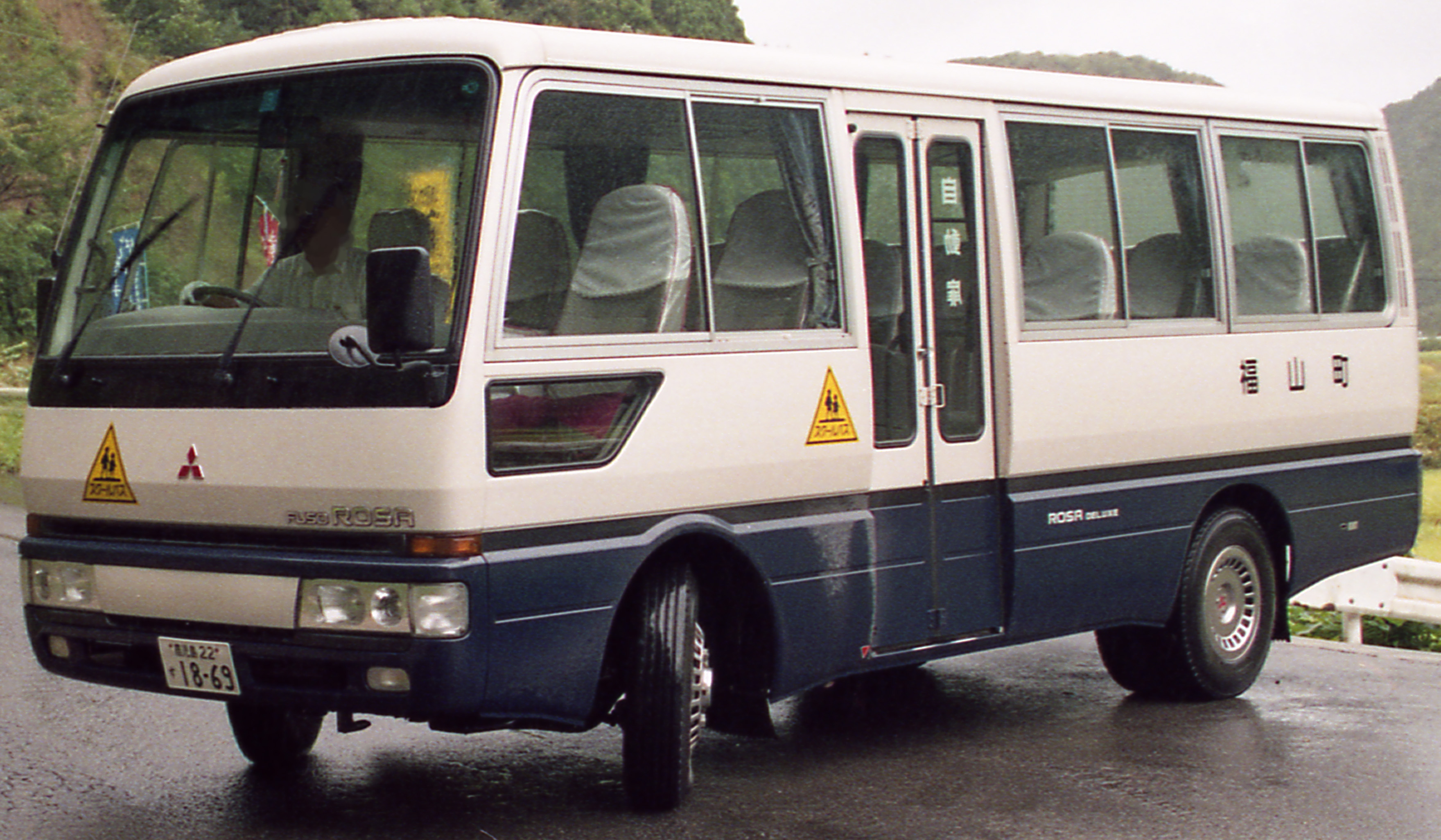
福山町当時の車両

  - 当時は日曜・祝日のみ運休だった。

### 料金
現在はふれあいバスの料金体系と同じだが、運行開始当時の料金は1回乗車200円（小学生以下100円、大人同伴の6歳未満は無料）だった。但し、スクールバスのため小中学生の通学利用については無料で、これは現在も同じである。

## 会員制巡回バス「シティウォーカー」
旧国分市域では現在の国分ふれあいバスが運行を開始する以前、会員制巡回バス「シティウォーカー」を運行していた。これは国土交通省の社会実験（TMO事業）として2001年11月に運行を開始した。なお、社会実験は2002年4月末で終了し、以後は林田バス（当時）の自主運行となった。

### 概要
「シティウォーカー」の特徴としては、1か月間有効のサポータ-券（会員券）を購入することによって、サポーター（会員）の会費にてバスの運行を行う「会員が支える巡回バス」が趣旨である。

### 路線
重久線、松木・広瀬線、敷根線の3線区からなり、それぞれの線区で複数の系統が運行されていた。重久線以外は市内循環路線であった。2002年5月からは新たに郡田線も追加された。

### サポーター券（会員券）
乗車にはサポーター券を購入して乗車するシステムであるが、会員でない一般の乗客も現金や回数券（現在は発売終了）でも利用が可能だった。現金・回数券利用の場合は一般路線と同じ区間制の運賃を徴収していた。
- 料金 - 1か月有効で大人2900円（子供1450円）。
サポーター券はシティウォーカー全路線のほか、エリア内の林田バスと鹿児島交通（当時）に乗車可能だったため、乗車区間によっては通常の定期券よりかなり割安であった。

### ダイヤ・車両
運行開始当初は6:00 - 22:00まで重久線は15分、松木・広瀬線は30分、敷根線は60分間隔で運行。その後、路線・ダイヤの見直しに見直しを重ね、晩年は各路線6：00 - 21：00まで30 - 60分間隔（重久線は日4往復）での運行だった。
車両は鹿児島交通から移籍の大型車4台（日野ブルーリボンP-HU225AA改）、自社の中型車2台（日野レインボーRR P-RR192BA）を専用車両とし、塗色もシティウォーカーオリジナルのデザインとした。うち大型2台は地元の小学生によるイラストを纏ったデザインとした。

### 終焉
こうして地元の足として運行していた「シティウォーカー」だったが思うような利用者の増加は見込めず、2003年3月末日をもって運行は終了した。運行終了後の車両のうち、大型2台は鹿児島、もう1台は川内へ転属しローカル運用で使用、残りは国分の一般路線で運用されたが、2008年度までに全車廃車となった。